# Stenistomera macrodactyla
Stenistomera macrodactyla är en loppart som beskrevs av David A. Good 1942. Stenistomera macrodactyla ingår i släktet Stenistomera och familjen mullvadsloppor. Inga underarter finns listade i Catalogue of Life.